# E3 Saxo Bank Classic 2022
E3 Saxo Bank Classic 2022 – 64. edycja wyścigu kolarskiego E3 Saxo Bank Classic, która odbyła się 25 marca 2022 na liczącej niespełna 204 kilometry trasie wokół Harelbeke. Impreza kategorii 1.UWT była częścią UCI World Tour 2022.

## Uczestnicy

### Drużyny
| WorldTeams (18)- AG2R Citroën Team - Astana Qazaqstan Team - Bahrain Victorious - Bora-Hansgrohe - Cofidis - EF Education-EasyPost - Groupama-FDJ - Ineos Grenadiers - Intermarché-Wanty-Gobert Matériaux - Israel-Premier Tech - Jumbo-Visma - Lotto-Soudal - Movistar Team - Quick-Step Alpha Vinyl - BikeExchange-Jayco - Team DSM - Trek-Segafredo - UAE Team Emirates ProTeams (7)- Alpecin-Fenix - Bardiani-CSF-Faizanè - Bingoal Pauwels Sauces WB - Sport Vlaanderen-Baloise - TotalEnergies - B&B Hotels-KTM - Uno-X Pro Cycling Team |
| |

### Lista startowa
| Quick-Step Alpha Vinyl QST | Quick-Step Alpha Vinyl QST  | Quick-Step Alpha Vinyl QST |
| -------------------------- | --------------------------- | -------------------------- |
| Nr                         | Kolarz                      | Miejsce                    |
| 1                          | Kasper Asgreen (DEN)        | 10.                        |
| 2                          | Davide Ballerini (ITA)      | 53.                        |
| 3                          | Mikkel Frølich Honoré (DEN) | DNS                        |
| 4                          | Stijn Steels (BEL)          | DNF                        |
| 5                          | Florian Sénéchal (FRA)      | 57.                        |
| 6                          | Zdeněk Štybar (CZE)         | 54.                        |
| 7                          | Jannik Steimle (GER)        | 58.                        |

| Jumbo-Visma TJV | Jumbo-Visma TJV             | Jumbo-Visma TJV |
| --------------- | --------------------------- | --------------- |
| Nr              | Kolarz                      | Miejsce         |
| 11              | Wout van Aert (BEL) (szosa) | 1.              |
| 12              | Tiesj Benoot (BEL)          | 9.              |
| 13              | Edoardo Affini (ITA)        | DNF             |
| 14              | Mike Teunissen (NED)        | 12.             |
| 15              | Tosh Van der Sande (BEL)    | DNF             |
| 16              | Christophe Laporte (FRA)    | 2.              |
| 17              | Nathan Van Hooydonck (BEL)  | 18.             |

| Lotto-Soudal LTS | Lotto-Soudal LTS          | Lotto-Soudal LTS |
| ---------------- | ------------------------- | ---------------- |
| Nr               | Kolarz                    | Miejsce          |
| 21               | Victor Campenaerts (BEL)  | DNF              |
| 22               | Cédric Beullens (BEL)     | 28.              |
| 23               | Michael Schwarzmann (GER) | DNF              |
| 24               | Rüdiger Selig (GER)       | DNF              |
| 25               | Frederik Frison (BEL)     | DNF              |
| 26               | Brent Van Moer (BEL)      | 66.              |
| 27               | Sébastien Grignard (BEL)  | 75.              |

| Intermarché-Wanty-Gobert Matériaux IWG | Intermarché-Wanty-Gobert Matériaux IWG | Intermarché-Wanty-Gobert Matériaux IWG |
| -------------------------------------- | -------------------------------------- | -------------------------------------- |
| Nr                                     | Kolarz                                 | Miejsce                                |
| 31                                     | Hugo Page (FRA)                        | 90.                                    |
| 32                                     | Adrien Petit (FRA)                     | DNF                                    |
| 33                                     | Aimé De Gendt (BEL)                    | 77.                                    |
| 34                                     | Biniam Girmay (ERI)                    | 5.                                     |
| 35                                     | Andrea Pasqualon (ITA)                 | 31.                                    |
| 36                                     | Kévin Van Melsen (BEL)                 | 89.                                    |
| 37                                     | Barnabás Peák (HUN)                    | 33.                                    |

| AG2R Citroën Team ACT | AG2R Citroën Team ACT   | AG2R Citroën Team ACT |
| --------------------- | ----------------------- | --------------------- |
| Nr                    | Kolarz                  | Miejsce               |
| 41                    | Greg Van Avermaet (BEL) | 42.                   |
| 42                    | Oliver Naesen (BEL)     | 21.                   |
| 43                    | Bob Jungels (LUX)       | 65.                   |
| 44                    | Stan Dewulf (BEL)       | 67.                   |
| 45                    | Antoine Raugel (FRA)    | DNF                   |
| 46                    | Michael Schär (SUI)     | 69.                   |
| 47                    | Damien Touzé (FRA)      | 35.                   |

| Astana Qazaqstan Team AST | Astana Qazaqstan Team AST | Astana Qazaqstan Team AST |
| ------------------------- | ------------------------- | ------------------------- |
| Nr                        | Kolarz                    | Miejsce                   |
| 51                        | Gianni Moscon (ITA)       | DNF                       |
| 52                        | Leonardo Basso (ITA)      | 105.                      |
| 53                        | Manuele Boaro (ITA)       | DNF                       |
| 54                        | Michele Gazzoli (ITA)     | 76.                       |
| 55                        | Davide Martinelli (ITA)   | DNF                       |
| 56                        | Fabio Felline (ITA)       | 45.                       |
| 57                        | Artiom Zacharow (KAZ)     | 86.                       |

| Bahrain Victorious TBV | Bahrain Victorious TBV      | Bahrain Victorious TBV |
| ---------------------- | --------------------------- | ---------------------- |
| Nr                     | Kolarz                      | Miejsce                |
| 61                     | Matej Mohorič (SLO) (szosa) | 4.                     |
| 62                     | Heinrich Haussler (AUS)     | 25.                    |
| 63                     | Filip Maciejuk (POL)        | DNF                    |
| 64                     | Jonathan Milan (ITA)        | DNF                    |
| 65                     | Kamil Gradek (POL)          | DNF                    |
| 66                     | Fred Wright (GBR)           | 51.                    |
| 67                     | Yukiya Arashiro (JPN)       | 97.                    |

| Bora-Hansgrohe BOH | Bora-Hansgrohe BOH        | Bora-Hansgrohe BOH |
| ------------------ | ------------------------- | ------------------ |
| Nr                 | Kolarz                    | Miejsce            |
| 71                 | Nils Politt (GER)         | 72.                |
| 72                 | Danny van Poppel (NED)    | DNF                |
| 73                 | Marco Haller (AUT)        | 17.                |
| 74                 | Jonas Koch (GER)          | DNF                |
| 75                 | Jordi Meeus (BEL)         | DNF                |
| 76                 | Ryan Mullen (IRL) (szosa) | 85.                |
| 77                 | Lukas Pöstlberger (AUT)   | 88.                |

| Cofidis COF | Cofidis COF             | Cofidis COF |
| ----------- | ----------------------- | ----------- |
| Nr          | Kolarz                  | Miejsce     |
| 81          | Piet Allegaert (BEL)    | 101.        |
| 82          | Tom Bohli (SUI)         | DNF         |
| 83          | André Carvalho (POR)    | 102.        |
| 84          | Wesley Kreder (NED)     | 109.        |
| 85          | Simone Consonni (ITA)   | DNF         |
| 86          | Kenneth Vanbilsen (BEL) | DNF         |
| 87          | Jelle Wallays (BEL)     | DNF         |

| EF Education-EasyPost EFE | EF Education-EasyPost EFE | EF Education-EasyPost EFE |
| ------------------------- | ------------------------- | ------------------------- |
| Nr                        | Kolarz                    | Miejsce                   |
| 91                        | Stefan Bissegger (SUI)    | 111.                      |
| 92                        | Owain Doull (GBR)         | DNF                       |
| 93                        | Ben Healy (IRL)           | 84.                       |
| 94                        | Michael Valgren (DEN)     | 20.                       |
| 95                        | Sebastian Langeveld (NED) | 64.                       |
| 96                        | Marijn van den Berg (NED) | 81.                       |
| 97                        | Łukasz Wiśniowski (POL)   | DNF                       |

| Groupama-FDJ GFC | Groupama-FDJ GFC            | Groupama-FDJ GFC |
| ---------------- | --------------------------- | ---------------- |
| Nr               | Kolarz                      | Miejsce          |
| 101              | Lewis Askey (GBR)           | 73.              |
| 102              | Kevin Geniets (LUX) (szosa) | DNF              |
| 103              | Stefan Küng (SUI)           | 3.               |
| 104              | Olivier Le Gac (FRA)        | 23.              |
| 105              | Fabian Lienhard (SUI)       | 37.              |
| 106              | Tobias Ludvigsson (SWE)     | 36.              |
| 107              | Valentin Madouas (FRA)      | 7.               |

| Ineos Grenadiers IGD | Ineos Grenadiers IGD    | Ineos Grenadiers IGD |
| -------------------- | ----------------------- | -------------------- |
| Nr                   | Kolarz                  | Miejsce              |
| 111                  | Jhonatan Narváez (ECU)  | 6.                   |
| 112                  | Luke Rowe (GBR)         | 78.                  |
| 113                  | Ben Swift (GBR) (szosa) | 106.                 |
| 114                  | Ben Turner (GBR)        | 27.                  |
| 115                  | Dylan van Baarle (NED)  | 8.                   |
| 116                  | Magnus Sheffield (USA)  | 79.                  |
| 117                  | Kim Heiduk (GER)        | DNF                  |

| Israel-Premier Tech IPT | Israel-Premier Tech IPT | Israel-Premier Tech IPT |
| ----------------------- | ----------------------- | ----------------------- |
| Nr                      | Kolarz                  | Miejsce                 |
| 121                     | Sep Vanmarcke (BEL)     | DNF                     |
| 122                     | Matthias Brändle (AUT)  | DNF                     |
| 123                     | Hugo Houle (CAN)        | 44.                     |
| 124                     | Taj Jones (AUS)         | DNF                     |
| 125                     | Gaj Sagiw (ISR)         | DNF                     |
| 126                     | Tom Van Asbroeck (BEL)  | 62.                     |
| 127                     | Jenthe Biermans (BEL)   | 38.                     |

| Movistar Team MOV | Movistar Team MOV         | Movistar Team MOV |
| ----------------- | ------------------------- | ----------------- |
| Nr                | Kolarz                    | Miejsce           |
| 131               | Alex Aranburu (ESP)       | 30.               |
| 132               | Iñigo Elosegui (ESP)      | 61.               |
| 133               | Imanol Erviti (ESP)       | 99.               |
| 134               | Iván García Cortina (ESP) | 16.               |
| 135               | Mathias Norsgaard (DEN)   | 71.               |
| 136               | Johan Jacobs (SUI)        | 104.              |
| 137               | Lluís Mas (ESP)           | 46.               |

| BikeExchange-Jayco BEX | BikeExchange-Jayco BEX    | BikeExchange-Jayco BEX |
| ---------------------- | ------------------------- | ---------------------- |
| Nr                     | Kolarz                    | Miejsce                |
| 141                    | Luke Durbridge (AUS)      | 95.                    |
| 142                    | Lawson Craddock (USA)     | DNS                    |
| 143                    | Luka Mezgec (SLO)         | 63.                    |
| 144                    | Alexander Edmondson (AUS) | 26.                    |
| 145                    | Alexander Konychev (ITA)  | 110.                   |
| 146                    | Kelland O’Brien (AUS)     | DNF                    |
| 147                    | Campbell Stewart (NZL)    | DNF                    |

| Team DSM DSM | Team DSM DSM               | Team DSM DSM |
| ------------ | -------------------------- | ------------ |
| Nr           | Kolarz                     | Miejsce      |
| 151          | John Degenkolb (GER)       | 32.          |
| 152          | Niklas Märkl (GER)         | 93.          |
| 153          | Nikias Arndt (GER)         | 47.          |
| 154          | Leon Heinschke (GER)       | DNF          |
| 155          | Søren Kragh Andersen (DEN) | DNF          |
| 156          | Joris Nieuwenhuis (NED)    | 22.          |
| 157          | Kevin Vermaerke (USA)      | DNF          |

| Trek-Segafredo TFS | Trek-Segafredo TFS   | Trek-Segafredo TFS |
| ------------------ | -------------------- | ------------------ |
| Nr                 | Kolarz               | Miejsce            |
| 161                | Jasper Stuyven (BEL) | 15.                |
| 162                | Edward Theuns (BEL)  | 59.                |
| 163                | Mads Pedersen (DEN)  | 24.                |
| 164                | Quinn Simmons (USA)  | DNF                |
| 165                | Alex Kirsch (LUX)    | 55.                |
| 166                | Daan Hoole (NED)     | DNF                |
| 167                | Otto Vergaerde (BEL) | 60.                |

| UAE Team Emirates UAD | UAE Team Emirates UAD      | UAE Team Emirates UAD |
| --------------------- | -------------------------- | --------------------- |
| Nr                    | Kolarz                     | Miejsce               |
| 171                   | Pascal Ackermann (GER)     | DNF                   |
| 172                   | Rui Oliveira (POR)         | 49.                   |
| 173                   | Mikkel Bjerg (DEN)         | 43.                   |
| 174                   | Alexys Brunel (FRA)        | DNF                   |
| 175                   | Felix Groß (GER)           | DNF                   |
| 176                   | Oliviero Troia (ITA)       | DNF                   |
| 177                   | Vegard Stake Laengen (NOR) | 100.                  |

| Alpecin-Fenix AFC | Alpecin-Fenix AFC            | Alpecin-Fenix AFC |
| ----------------- | ---------------------------- | ----------------- |
| Nr                | Kolarz                       | Miejsce           |
| 181               | Dries De Bondt (BEL)         | 19.               |
| 182               | Silvan Dillier (SUI) (szosa) | 50.               |
| 183               | Michael Gogl (AUT)           | 14.               |
| 184               | Gianni Vermeersch (BEL)      | 29.               |
| 185               | Tobias Bayer (AUT)           | DNF               |
| 186               | Scott Thwaites (GBR)         | 96.               |
| 187               | Edward Planckaert (BEL)      | DNF               |

| TotalEnergies TEN | TotalEnergies TEN          | TotalEnergies TEN |
| ----------------- | -------------------------- | ----------------- |
| Nr                | Kolarz                     | Miejsce           |
| 191               | Peter Sagan (SVK) (szosa)  | 68.               |
| 192               | Maciej Bodnar (POL)        | DNF               |
| 193               | Daniel Oss (ITA)           | 39.               |
| 194               | Edvald Boasson Hagen (NOR) | DNF               |
| 195               | Niki Terpstra (NED)        | DNF               |
| 196               | Anthony Turgis (FRA)       | 13.               |
| 197               | Dries Van Gestel (BEL)     | 56.               |

| B&B Hotels-KTM BBK | B&B Hotels-KTM BBK     | B&B Hotels-KTM BBK |
| ------------------ | ---------------------- | ------------------ |
| Nr                 | Kolarz                 | Miejsce            |
| 201                | Jens Debusschere (BEL) | DNF                |
| 202                | Alexis Gougeard (FRA)  | DNF                |
| 203                | Quentin Jauregui (FRA) | 87.                |
| 204                | Victor Koretzky (FRA)  | 41.                |
| 205                | Julien Morice (FRA)    | DNF                |
| 206                | Cyril Lemoine (FRA)    | DNF                |
| 207                | Jordi Warlop (BEL)     | DNF                |

| Bardiani CSF Faizanè BCF | Bardiani CSF Faizanè BCF | Bardiani CSF Faizanè BCF |
| ------------------------ | ------------------------ | ------------------------ |
| Nr                       | Kolarz                   | Miejsce                  |
| 211                      | Luca Colnaghi (ITA)      | DNF                      |
| 212                      | Filippo Fiorelli (ITA)   | DNF                      |
| 213                      | Enrico Battaglin (ITA)   | DNF                      |
| 214                      | Sacha Modolo (ITA)       | DNF                      |
| 215                      | Alessandro Tonelli (ITA) | 98.                      |
| 216                      | Enrico Zanoncello (ITA)  | DNF                      |
| 217                      | Davide Gabburo (ITA)     | 82.                      |

| Bingoal Pauwels Sauces WB BWB | Bingoal Pauwels Sauces WB BWB | Bingoal Pauwels Sauces WB BWB |
| ----------------------------- | ----------------------------- | ----------------------------- |
| Nr                            | Kolarz                        | Miejsce                       |
| 221                           | Karl Patrick Lauk (EST)       | DNF                           |
| 222                           | Mathijs Paasschens (NED)      | 108.                          |
| 223                           | Arjen Livyns (BEL)            | 34.                           |
| 224                           | Dimitri Peyskens (BEL)        | 83.                           |
| 225                           | Ludovic Robeet (BEL)          | DNF                           |
| 226                           | Laurenz Rex (BEL)             | 103.                          |
| 227                           | Tom Wirtgen (LUX)             | 74.                           |

| Sport Vlaanderen-Baloise SVB | Sport Vlaanderen-Baloise SVB | Sport Vlaanderen-Baloise SVB |
| ---------------------------- | ---------------------------- | ---------------------------- |
| Nr                           | Kolarz                       | Miejsce                      |
| 231                          | Jenno Berckmoes (BEL)        | DNF                          |
| 232                          | Sander De Pestel (BEL)       | DNF                          |
| 233                          | Lindsay De Vylder (BEL)      | 40.                          |
| 234                          | Julian Mertens (BEL)         | 52.                          |
| 235                          | Aaron Van Poucke (BEL)       | 94.                          |
| 236                          | Ward Vanhoof (BEL)           | 107.                         |
| 237                          | Aaron Verwilst (BEL)         | 91.                          |

| Uno-X Pro Cycling Team UXT | Uno-X Pro Cycling Team UXT  | Uno-X Pro Cycling Team UXT |
| -------------------------- | --------------------------- | -------------------------- |
| Nr                         | Kolarz                      | Miejsce                    |
| 241                        | Lasse Norman Leth (DEN)     | 70.                        |
| 242                        | Erik Nordsæter Resell (NOR) | 48.                        |
| 243                        | Niklas Larsen (DEN)         | DNF                        |
| 244                        | Lars Saugstad (NOR)         | DNF                        |
| 245                        | Anders Skaarseth (NOR)      | 80.                        |
| 246                        | Rasmus Tiller (NOR)         | 11.                        |
| 247                        | Martin Urianstad (NOR)      | 92.                        |

| Quick-Step Alpha Vinyl QST | Quick-Step Alpha Vinyl QST  | Quick-Step Alpha Vinyl QST |
| -------------------------- | --------------------------- | -------------------------- |
| Nr                         | Kolarz                      | Miejsce                    |
| 1                          | Kasper Asgreen (DEN)        | 10.                        |
| 2                          | Davide Ballerini (ITA)      | 53.                        |
| 3                          | Mikkel Frølich Honoré (DEN) | DNS                        |
| 4                          | Stijn Steels (BEL)          | DNF                        |
| 5                          | Florian Sénéchal (FRA)      | 57.                        |
| 6                          | Zdeněk Štybar (CZE)         | 54.                        |
| 7                          | Jannik Steimle (GER)        | 58.                        |

| Jumbo-Visma TJV | Jumbo-Visma TJV             | Jumbo-Visma TJV |
| --------------- | --------------------------- | --------------- |
| Nr              | Kolarz                      | Miejsce         |
| 11              | Wout van Aert (BEL) (szosa) | 1.              |
| 12              | Tiesj Benoot (BEL)          | 9.              |
| 13              | Edoardo Affini (ITA)        | DNF             |
| 14              | Mike Teunissen (NED)        | 12.             |
| 15              | Tosh Van der Sande (BEL)    | DNF             |
| 16              | Christophe Laporte (FRA)    | 2.              |
| 17              | Nathan Van Hooydonck (BEL)  | 18.             |

| Lotto-Soudal LTS | Lotto-Soudal LTS          | Lotto-Soudal LTS |
| ---------------- | ------------------------- | ---------------- |
| Nr               | Kolarz                    | Miejsce          |
| 21               | Victor Campenaerts (BEL)  | DNF              |
| 22               | Cédric Beullens (BEL)     | 28.              |
| 23               | Michael Schwarzmann (GER) | DNF              |
| 24               | Rüdiger Selig (GER)       | DNF              |
| 25               | Frederik Frison (BEL)     | DNF              |
| 26               | Brent Van Moer (BEL)      | 66.              |
| 27               | Sébastien Grignard (BEL)  | 75.              |

| Intermarché-Wanty-Gobert Matériaux IWG | Intermarché-Wanty-Gobert Matériaux IWG | Intermarché-Wanty-Gobert Matériaux IWG |
| -------------------------------------- | -------------------------------------- | -------------------------------------- |
| Nr                                     | Kolarz                                 | Miejsce                                |
| 31                                     | Hugo Page (FRA)                        | 90.                                    |
| 32                                     | Adrien Petit (FRA)                     | DNF                                    |
| 33                                     | Aimé De Gendt (BEL)                    | 77.                                    |
| 34                                     | Biniam Girmay (ERI)                    | 5.                                     |
| 35                                     | Andrea Pasqualon (ITA)                 | 31.                                    |
| 36                                     | Kévin Van Melsen (BEL)                 | 89.                                    |
| 37                                     | Barnabás Peák (HUN)                    | 33.                                    |

| AG2R Citroën Team ACT | AG2R Citroën Team ACT   | AG2R Citroën Team ACT |
| --------------------- | ----------------------- | --------------------- |
| Nr                    | Kolarz                  | Miejsce               |
| 41                    | Greg Van Avermaet (BEL) | 42.                   |
| 42                    | Oliver Naesen (BEL)     | 21.                   |
| 43                    | Bob Jungels (LUX)       | 65.                   |
| 44                    | Stan Dewulf (BEL)       | 67.                   |
| 45                    | Antoine Raugel (FRA)    | DNF                   |
| 46                    | Michael Schär (SUI)     | 69.                   |
| 47                    | Damien Touzé (FRA)      | 35.                   |

| Astana Qazaqstan Team AST | Astana Qazaqstan Team AST | Astana Qazaqstan Team AST |
| ------------------------- | ------------------------- | ------------------------- |
| Nr                        | Kolarz                    | Miejsce                   |
| 51                        | Gianni Moscon (ITA)       | DNF                       |
| 52                        | Leonardo Basso (ITA)      | 105.                      |
| 53                        | Manuele Boaro (ITA)       | DNF                       |
| 54                        | Michele Gazzoli (ITA)     | 76.                       |
| 55                        | Davide Martinelli (ITA)   | DNF                       |
| 56                        | Fabio Felline (ITA)       | 45.                       |
| 57                        | Artiom Zacharow (KAZ)     | 86.                       |

| Bahrain Victorious TBV | Bahrain Victorious TBV      | Bahrain Victorious TBV |
| ---------------------- | --------------------------- | ---------------------- |
| Nr                     | Kolarz                      | Miejsce                |
| 61                     | Matej Mohorič (SLO) (szosa) | 4.                     |
| 62                     | Heinrich Haussler (AUS)     | 25.                    |
| 63                     | Filip Maciejuk (POL)        | DNF                    |
| 64                     | Jonathan Milan (ITA)        | DNF                    |
| 65                     | Kamil Gradek (POL)          | DNF                    |
| 66                     | Fred Wright (GBR)           | 51.                    |
| 67                     | Yukiya Arashiro (JPN)       | 97.                    |

| Bora-Hansgrohe BOH | Bora-Hansgrohe BOH        | Bora-Hansgrohe BOH |
| ------------------ | ------------------------- | ------------------ |
| Nr                 | Kolarz                    | Miejsce            |
| 71                 | Nils Politt (GER)         | 72.                |
| 72                 | Danny van Poppel (NED)    | DNF                |
| 73                 | Marco Haller (AUT)        | 17.                |
| 74                 | Jonas Koch (GER)          | DNF                |
| 75                 | Jordi Meeus (BEL)         | DNF                |
| 76                 | Ryan Mullen (IRL) (szosa) | 85.                |
| 77                 | Lukas Pöstlberger (AUT)   | 88.                |

| Cofidis COF | Cofidis COF             | Cofidis COF |
| ----------- | ----------------------- | ----------- |
| Nr          | Kolarz                  | Miejsce     |
| 81          | Piet Allegaert (BEL)    | 101.        |
| 82          | Tom Bohli (SUI)         | DNF         |
| 83          | André Carvalho (POR)    | 102.        |
| 84          | Wesley Kreder (NED)     | 109.        |
| 85          | Simone Consonni (ITA)   | DNF         |
| 86          | Kenneth Vanbilsen (BEL) | DNF         |
| 87          | Jelle Wallays (BEL)     | DNF         |

| EF Education-EasyPost EFE | EF Education-EasyPost EFE | EF Education-EasyPost EFE |
| ------------------------- | ------------------------- | ------------------------- |
| Nr                        | Kolarz                    | Miejsce                   |
| 91                        | Stefan Bissegger (SUI)    | 111.                      |
| 92                        | Owain Doull (GBR)         | DNF                       |
| 93                        | Ben Healy (IRL)           | 84.                       |
| 94                        | Michael Valgren (DEN)     | 20.                       |
| 95                        | Sebastian Langeveld (NED) | 64.                       |
| 96                        | Marijn van den Berg (NED) | 81.                       |
| 97                        | Łukasz Wiśniowski (POL)   | DNF                       |

| Groupama-FDJ GFC | Groupama-FDJ GFC            | Groupama-FDJ GFC |
| ---------------- | --------------------------- | ---------------- |
| Nr               | Kolarz                      | Miejsce          |
| 101              | Lewis Askey (GBR)           | 73.              |
| 102              | Kevin Geniets (LUX) (szosa) | DNF              |
| 103              | Stefan Küng (SUI)           | 3.               |
| 104              | Olivier Le Gac (FRA)        | 23.              |
| 105              | Fabian Lienhard (SUI)       | 37.              |
| 106              | Tobias Ludvigsson (SWE)     | 36.              |
| 107              | Valentin Madouas (FRA)      | 7.               |

| Ineos Grenadiers IGD | Ineos Grenadiers IGD    | Ineos Grenadiers IGD |
| -------------------- | ----------------------- | -------------------- |
| Nr                   | Kolarz                  | Miejsce              |
| 111                  | Jhonatan Narváez (ECU)  | 6.                   |
| 112                  | Luke Rowe (GBR)         | 78.                  |
| 113                  | Ben Swift (GBR) (szosa) | 106.                 |
| 114                  | Ben Turner (GBR)        | 27.                  |
| 115                  | Dylan van Baarle (NED)  | 8.                   |
| 116                  | Magnus Sheffield (USA)  | 79.                  |
| 117                  | Kim Heiduk (GER)        | DNF                  |

| Israel-Premier Tech IPT | Israel-Premier Tech IPT | Israel-Premier Tech IPT |
| ----------------------- | ----------------------- | ----------------------- |
| Nr                      | Kolarz                  | Miejsce                 |
| 121                     | Sep Vanmarcke (BEL)     | DNF                     |
| 122                     | Matthias Brändle (AUT)  | DNF                     |
| 123                     | Hugo Houle (CAN)        | 44.                     |
| 124                     | Taj Jones (AUS)         | DNF                     |
| 125                     | Gaj Sagiw (ISR)         | DNF                     |
| 126                     | Tom Van Asbroeck (BEL)  | 62.                     |
| 127                     | Jenthe Biermans (BEL)   | 38.                     |

| Movistar Team MOV | Movistar Team MOV         | Movistar Team MOV |
| ----------------- | ------------------------- | ----------------- |
| Nr                | Kolarz                    | Miejsce           |
| 131               | Alex Aranburu (ESP)       | 30.               |
| 132               | Iñigo Elosegui (ESP)      | 61.               |
| 133               | Imanol Erviti (ESP)       | 99.               |
| 134               | Iván García Cortina (ESP) | 16.               |
| 135               | Mathias Norsgaard (DEN)   | 71.               |
| 136               | Johan Jacobs (SUI)        | 104.              |
| 137               | Lluís Mas (ESP)           | 46.               |

| BikeExchange-Jayco BEX | BikeExchange-Jayco BEX    | BikeExchange-Jayco BEX |
| ---------------------- | ------------------------- | ---------------------- |
| Nr                     | Kolarz                    | Miejsce                |
| 141                    | Luke Durbridge (AUS)      | 95.                    |
| 142                    | Lawson Craddock (USA)     | DNS                    |
| 143                    | Luka Mezgec (SLO)         | 63.                    |
| 144                    | Alexander Edmondson (AUS) | 26.                    |
| 145                    | Alexander Konychev (ITA)  | 110.                   |
| 146                    | Kelland O’Brien (AUS)     | DNF                    |
| 147                    | Campbell Stewart (NZL)    | DNF                    |

| Team DSM DSM | Team DSM DSM               | Team DSM DSM |
| ------------ | -------------------------- | ------------ |
| Nr           | Kolarz                     | Miejsce      |
| 151          | John Degenkolb (GER)       | 32.          |
| 152          | Niklas Märkl (GER)         | 93.          |
| 153          | Nikias Arndt (GER)         | 47.          |
| 154          | Leon Heinschke (GER)       | DNF          |
| 155          | Søren Kragh Andersen (DEN) | DNF          |
| 156          | Joris Nieuwenhuis (NED)    | 22.          |
| 157          | Kevin Vermaerke (USA)      | DNF          |

| Trek-Segafredo TFS | Trek-Segafredo TFS   | Trek-Segafredo TFS |
| ------------------ | -------------------- | ------------------ |
| Nr                 | Kolarz               | Miejsce            |
| 161                | Jasper Stuyven (BEL) | 15.                |
| 162                | Edward Theuns (BEL)  | 59.                |
| 163                | Mads Pedersen (DEN)  | 24.                |
| 164                | Quinn Simmons (USA)  | DNF                |
| 165                | Alex Kirsch (LUX)    | 55.                |
| 166                | Daan Hoole (NED)     | DNF                |
| 167                | Otto Vergaerde (BEL) | 60.                |

| UAE Team Emirates UAD | UAE Team Emirates UAD      | UAE Team Emirates UAD |
| --------------------- | -------------------------- | --------------------- |
| Nr                    | Kolarz                     | Miejsce               |
| 171                   | Pascal Ackermann (GER)     | DNF                   |
| 172                   | Rui Oliveira (POR)         | 49.                   |
| 173                   | Mikkel Bjerg (DEN)         | 43.                   |
| 174                   | Alexys Brunel (FRA)        | DNF                   |
| 175                   | Felix Groß (GER)           | DNF                   |
| 176                   | Oliviero Troia (ITA)       | DNF                   |
| 177                   | Vegard Stake Laengen (NOR) | 100.                  |

| Alpecin-Fenix AFC | Alpecin-Fenix AFC            | Alpecin-Fenix AFC |
| ----------------- | ---------------------------- | ----------------- |
| Nr                | Kolarz                       | Miejsce           |
| 181               | Dries De Bondt (BEL)         | 19.               |
| 182               | Silvan Dillier (SUI) (szosa) | 50.               |
| 183               | Michael Gogl (AUT)           | 14.               |
| 184               | Gianni Vermeersch (BEL)      | 29.               |
| 185               | Tobias Bayer (AUT)           | DNF               |
| 186               | Scott Thwaites (GBR)         | 96.               |
| 187               | Edward Planckaert (BEL)      | DNF               |

| TotalEnergies TEN | TotalEnergies TEN          | TotalEnergies TEN |
| ----------------- | -------------------------- | ----------------- |
| Nr                | Kolarz                     | Miejsce           |
| 191               | Peter Sagan (SVK) (szosa)  | 68.               |
| 192               | Maciej Bodnar (POL)        | DNF               |
| 193               | Daniel Oss (ITA)           | 39.               |
| 194               | Edvald Boasson Hagen (NOR) | DNF               |
| 195               | Niki Terpstra (NED)        | DNF               |
| 196               | Anthony Turgis (FRA)       | 13.               |
| 197               | Dries Van Gestel (BEL)     | 56.               |

| B&B Hotels-KTM BBK | B&B Hotels-KTM BBK     | B&B Hotels-KTM BBK |
| ------------------ | ---------------------- | ------------------ |
| Nr                 | Kolarz                 | Miejsce            |
| 201                | Jens Debusschere (BEL) | DNF                |
| 202                | Alexis Gougeard (FRA)  | DNF                |
| 203                | Quentin Jauregui (FRA) | 87.                |
| 204                | Victor Koretzky (FRA)  | 41.                |
| 205                | Julien Morice (FRA)    | DNF                |
| 206                | Cyril Lemoine (FRA)    | DNF                |
| 207                | Jordi Warlop (BEL)     | DNF                |

| Bardiani CSF Faizanè BCF | Bardiani CSF Faizanè BCF | Bardiani CSF Faizanè BCF |
| ------------------------ | ------------------------ | ------------------------ |
| Nr                       | Kolarz                   | Miejsce                  |
| 211                      | Luca Colnaghi (ITA)      | DNF                      |
| 212                      | Filippo Fiorelli (ITA)   | DNF                      |
| 213                      | Enrico Battaglin (ITA)   | DNF                      |
| 214                      | Sacha Modolo (ITA)       | DNF                      |
| 215                      | Alessandro Tonelli (ITA) | 98.                      |
| 216                      | Enrico Zanoncello (ITA)  | DNF                      |
| 217                      | Davide Gabburo (ITA)     | 82.                      |

| Bingoal Pauwels Sauces WB BWB | Bingoal Pauwels Sauces WB BWB | Bingoal Pauwels Sauces WB BWB |
| ----------------------------- | ----------------------------- | ----------------------------- |
| Nr                            | Kolarz                        | Miejsce                       |
| 221                           | Karl Patrick Lauk (EST)       | DNF                           |
| 222                           | Mathijs Paasschens (NED)      | 108.                          |
| 223                           | Arjen Livyns (BEL)            | 34.                           |
| 224                           | Dimitri Peyskens (BEL)        | 83.                           |
| 225                           | Ludovic Robeet (BEL)          | DNF                           |
| 226                           | Laurenz Rex (BEL)             | 103.                          |
| 227                           | Tom Wirtgen (LUX)             | 74.                           |

| Sport Vlaanderen-Baloise SVB | Sport Vlaanderen-Baloise SVB | Sport Vlaanderen-Baloise SVB |
| ---------------------------- | ---------------------------- | ---------------------------- |
| Nr                           | Kolarz                       | Miejsce                      |
| 231                          | Jenno Berckmoes (BEL)        | DNF                          |
| 232                          | Sander De Pestel (BEL)       | DNF                          |
| 233                          | Lindsay De Vylder (BEL)      | 40.                          |
| 234                          | Julian Mertens (BEL)         | 52.                          |
| 235                          | Aaron Van Poucke (BEL)       | 94.                          |
| 236                          | Ward Vanhoof (BEL)           | 107.                         |
| 237                          | Aaron Verwilst (BEL)         | 91.                          |

| Uno-X Pro Cycling Team UXT | Uno-X Pro Cycling Team UXT  | Uno-X Pro Cycling Team UXT |
| -------------------------- | --------------------------- | -------------------------- |
| Nr                         | Kolarz                      | Miejsce                    |
| 241                        | Lasse Norman Leth (DEN)     | 70.                        |
| 242                        | Erik Nordsæter Resell (NOR) | 48.                        |
| 243                        | Niklas Larsen (DEN)         | DNF                        |
| 244                        | Lars Saugstad (NOR)         | DNF                        |
| 245                        | Anders Skaarseth (NOR)      | 80.                        |
| 246                        | Rasmus Tiller (NOR)         | 11.                        |
| 247                        | Martin Urianstad (NOR)      | 92.                        |

Legenda: DNF – nie ukończył, OTL – przekroczył limit czasu, DNS – nie wystartował, DSQ – zdyskwalifikowany.

## Klasyfikacja generalna
| \| Klasyfikacja generalna \| Klasyfikacja generalna \| Klasyfikacja generalna \| Klasyfikacja generalna \| Klasyfikacja generalna \| \| Kolarz \| Kolarz \| Państwo \| Drużyna \| Czas \| \| ---------------------- \| ---------------------- \| ---------------------- \| ---------------------------------- \| ---------------------- \| \| 1. \| Wout van Aert \| Belgia \| Jumbo-Visma \| 4h 38' 04" \| \| 2. \| Christophe Laporte \| Francja \| Jumbo-Visma \| + 0" \| \| 3. \| Stefan Küng \| Szwajcaria \| Groupama-FDJ \| + 1' 35" \| \| 4. \| Matej Mohorič \| Słowenia \| Bahrain Victorious \| + 1' 36" \| \| 5. \| Biniam Girmay \| Erytrea \| Intermarché-Wanty-Gobert Matériaux \| + 1' 36" \| \| 6. \| Jhonatan Narváez \| Ekwador \| Ineos Grenadiers \| + 1' 36" \| \| 7. \| Valentin Madouas \| Francja \| Groupama-FDJ \| + 1' 36" \| \| 8. \| Dylan van Baarle \| Holandia \| Ineos Grenadiers \| + 1' 36" \| \| 9. \| Tiesj Benoot \| Belgia \| Jumbo-Visma \| + 1' 36" \| \| 10. \| Kasper Asgreen \| Dania \| Quick-Step Alpha Vinyl \| + 1' 36" \| |                    |            |                                    |            |
| |                    |            |                                    |            |
| Źródło: ProCyclingStats |                    |            |                                    |            |
| Klasyfikacja generalna |                    |            |                                    |            |
| Kolarz | Kolarz             | Państwo    | Drużyna                            | Czas       |
| 1. | Wout van Aert      | Belgia     | Jumbo-Visma                        | 4h 38' 04" |
| 2. | Christophe Laporte | Francja    | Jumbo-Visma                        | + 0"       |
| 3. | Stefan Küng        | Szwajcaria | Groupama-FDJ                       | + 1' 35"   |
| 4. | Matej Mohorič      | Słowenia   | Bahrain Victorious                 | + 1' 36"   |
| 5. | Biniam Girmay      | Erytrea    | Intermarché-Wanty-Gobert Matériaux | + 1' 36"   |
| 6. | Jhonatan Narváez   | Ekwador    | Ineos Grenadiers                   | + 1' 36"   |
| 7. | Valentin Madouas   | Francja    | Groupama-FDJ                       | + 1' 36"   |
| 8. | Dylan van Baarle   | Holandia   | Ineos Grenadiers                   | + 1' 36"   |
| 9. | Tiesj Benoot       | Belgia     | Jumbo-Visma                        | + 1' 36"   |
| 10. | Kasper Asgreen     | Dania      | Quick-Step Alpha Vinyl             | + 1' 36"   |